# Antonina Prichot´ko
Antonina Fiodorowna Prichot´ko (ros. Антонина Фёдоровна Прихотько, ur. 13 kwietnia?/26 kwietnia 1906 w Piatigorsku, zm. 29 września 1995 w Kijowie) – radziecka fizyk, akademik Narodowej Akademii Nauk Ukrainy, specjalistka w dziedzinie niemetalowych krystalicznych ciał stałych.

## Życiorys
W 1923 skończyła szkołę średnią i wstąpiła na Wydział Fizyczno-Mechaniczny Piotrogrodzkiego Instytutu Politechnicznego, który ukończyła w 1929, później została pracownikiem naukowym Leningradzkiego Instytutu Fizyczno-Technicznego. W 1930 przeniosła się do Charkowa, gdzie pracowała w Ukraińskim Instytucie Fizyczno-Technicznym, zajmując się strukturą spektrów kryształów molekularnych. Podczas wojny z Niemcami ewakuowana do Ufy wraz z Instytutem Chemii Fizycznej Akademii Nauk Ukraińskiej SRR, w 1943 obroniła pracę doktorską. Po odbiciu Kijowa przez ZSRR przeniosła się do tego miasta, gdzie pracowała w Instytucie Fizyki Akademii Nauk Ukraińskiej SRR, w 1948 została członkiem korespondentem, a w 1964 akademikiem Akademii Nauk Ukraińskiej SRR. W 1965 objęła funkcję dyrektora Instytutu Fizyki. Była autorką i współautorem ponad 150 prac naukowych, w tym dwóch monografii, wypromowała wielu kandydatów i doktorów nauk. Jej mężem był fizyk Aleksandr Lejpunski.

## Nagrody i odznaczenia
- Medal Sierp i Młot Bohatera Pracy Socjalistycznej (3 maja 1976)
- Order Lenina (dwukrotnie)
- Order Czerwonego Sztandaru Pracy
- Order Przyjaźni Narodów
- Nagroda Leninowska (1966)
- Nagroda Państwowa Ukraińskiej SRR (1977)

I medale.